# Ön
Ön è un film del 1966 diretto da Alf Sjöberg.

## Riconoscimenti
- 1966 - Guldbagge
  - Miglior regista a Alf Sjöberg